# Mozartius uenoi
Mozartius uenoi är en skalbaggsart som beskrevs av Masumoto 1984. Mozartius uenoi ingår i släktet Mozartius och familjen Aphodiidae. Utöver nominatformen finns också underarten M. u. hadai.